# CE L'Hospitalet
CE L'Hospitalet is een Spaanse voetbalclub uit het Catalaanse L'Hospitalet de Llobregat. Thuiswedstrijden worden afgewerkt in het Estadi La Feixa Llarga, dat 6.400 plaatsen heeft.  De ploeg speelt vanaf seizoen 2020-2021 weer in de Segunda División B.

## Geschiedenis
CE L'Hospitalet werd opgericht in 1957. In 1961 won de club de Trofeu Moscardó door in de finale CE Mataró na strafschoppen te verslaan. In de loop der jaren speelde de club drie seizoenen in de Segunda División A, de tweede Spaanse divisie. De meeste jaren werden echter doorgebracht in de Segunda B. In het seizoen 2001/2002 eindigde CE L'Hospitalet op vierde plaats in de Segunda B en plaatste zich hiermee voor de play-offs voor promotie naar de Segunda A. Promotie bleef echter uit en in het seizoen dat volgde eindigde CE L'Hospitalet op de negentiende plaats. Dit betekende degradatie naar de Tercera División. Na twee seizoenen in deze divisie promoveerde CE L'Hospitalet in 2005 weer naar de Segunda B, waar het tot 2008 speelde. In 2008 degradeerde de club naar de Tercera División. Na twee seizoenen werd L'Hospitalet kampioen en promoveerde terug naar de Segunda División B.  Op dit niveau zou het verblijven tot seizoen 2016-2017, waar het met een zeventiende plaats zijn behoud niet kon verzekeren.  In 2020 keerde de club terug in de Segunda División B.

## Erelijst
- Trofeu Moscardó

1961

## Bekende spelers
- Teije ten Den
- Sergio González
- Antoni Lima
- Cristian Lobato
- Xavier Roca
- Miquel Soler
- Thaer Fayed Al-Bawab
- Antoni Velamazán
- Dani Fernandez

## Bekende trainers
- Jordi Vinyals